# ألبير غونزالفز
ألبير غونزالفز (بالإنجليزية: Alber Gonsalves)‏ هو لاعب كرة قدم هندي في مركز الوسط، ولد في 25 أكتوبر 1992. لعب مع سبورتينغ غوا.

## وصلات خارجية
- ألبير غونزالفز على موقع قاعدة بيانات كرة القدم.إي يو (الإنجليزية)
- ألبير غونزالفز على موقع Soccerway.com (الإنجليزية)